# Boom Festival
Pour les articles homonymes, voir Boom.
Le Boom Festival est un festival transformationnel organisé tous les deux ans au Portugal. Fondé en 1997 en tant que festival de musique dédié en particulier à la trance psychédélique, il a depuis évolué pour devenir un festival de culture alternative, rassemblant tout ce qui se fait de plus récent dans le domaine de l'image et du son psychédéliques, avec des ateliers d'art.

## Histoire
Les éditions des années 1997, 1998 et 2000 ont lieu à Herdade do Zambujal, près d'Águas de Moura (pt) dans le district de Setúbal. Au-delà de la volonté d'offrir une palette dans les domaines artistique et culturel, le Boom Festival prône une éthique de « soutenabilité ». Le festival dispose approche du divertissement excluant la présence des entreprises commerciales.
L'un des aspects de ce festival est son caractère multi-culturel. Le Boom Festival a des porte-paroles et attire des spectateurs de différents pays. Ceci se traduit par un brassage entre peuples d'origines culturelles différentes, contribuant à renverser les stéréotypes inter-ethniques.
Le Boom Festival ne s'appuie sur aucun sponsor commercial à la différence d'autres festivals du genre. L’objectif est non seulement de lutter contre toute pollution visuelle sur le site, mais aussi de protéger le public de toute stratégie marketing. Depuis 2002, le Boom Festival a lieu tous les 2 ans à Idanha-a-Nova dans le district de Castelo Branco. En 2010, le festival est invité par l'ONU à faire partie du projet United Nations Environmental and Music Stakeholder Initiative, qui vise à promouvoir la sensibilisation à l'environnement auprès du grand public. Le Boom Festival 2014 a des participants de 152 pays. Pour 2016, les réservations en ligne sont déclarées « complètes » quelques jours après leurs mises en vente par le réseau de 80 ambassadeurs présents dans 40 pays[source secondaire souhaitée].
Exceptionnellement, en raison de la pandémie de Covid-19, l'édition 2020 est reporté en 2021 avant de l'être de nouveau en 2022,,.